# Aeroportul Bagotville
Aeroportul Bagotville (IATA: YBG, ICAO: CYBG) este un aeroport din Saguenay⁠(d), Saguenay–Lac-Saint-Jean⁠(d), Provincia Québec, Canada ce deservește zona Saguenay⁠(d). Aeroportul a fost tranzitat în 2021 de 18.548 de pasageri.
Situat la o altitudine de 159 m, aeroportul dispune de o singură pistă.